# Antonio Manetti
Antonio Manetti (6 juillet 1423 – 26 mai 1497) est un mathématicien et architecte italien natif de Florence. Il est également le biographe de l'architecte Filippo Brunelleschi.
Il est particulièrement connu pour ses recherches sur le site, la forme et la taille de l'Enfer de Dante Alighieri. Bien que Manetti n'ait jamais publié ses recherches concernant le sujet, les premiers éditeurs de la Renaissance florentine du poème, Cristoforo Landino et Jérôme Benivieni, communiquent les résultats de ses recherches dans leurs éditions respectives de la Divine Comédie. Manetti est également célèbre pour son histoire courte, Novella del Grasso legnaiuolo qui raconte une blague cruelle conçue par Brunelleschi à propos d'un ébéniste surnommé Il Grasso.

## Œuvre
- La Plaisante histoire du Gros, texte établi par Domenico De Robertis (it), traduction, introduction et notes de Yves Hersant, Paris, Les Belles Lettres, 2020.
- Nouvelle du menuisier qu'on appelait le Gros/Vie de Brunelleschi, traduction de Laurent Baggioni, Lyon, éditions Trente-trois morceaux, 2021.

## Source de la traduction
- (en) Cet article est partiellement ou en totalité issu de l’article de Wikipédia en anglais intitulé « Antonio Manetti » (voir la liste des auteurs).